# Solanum argenteum
Solanum argenteum är en potatisväxtart som beskrevs av Michel Félix Dunal. Solanum argenteum ingår i släktet skattor som ingår i familjen potatisväxter. Inga underarter finns listade i Catalogue of Life.